# IC 2799
IC 2799 — галактика типу SB () у сузір'ї Лев.
Цей об'єкт міститься в оригінальній редакції індексного каталогу.